# Eisenwerke Oberdonau
Die Eisenwerke Oberdonau waren Teil des mit dem Anschluss Österreichs zwischen 1938 und 1941 neuerrichteten Stahl- und Rüstungs-Großunternehmens „Hütte Linz der Reichswerke AG für Erzbergbau und Eisenhütten Hermann Göring“ und damit eine bedeutende Division der Muttergesellschaft, Hermann-Göring-Werke (RHG) im oberösterreichischen Linz. Zuständig waren die Eisenwerke für die Panzerstahlerzeugung. Während des Zweiten Weltkriegs wurde der Standort der Eisenwerke zum bedeutendsten Panzerstahllieferanten für den Panzerbau des Deutschen Reichs in den Jahren 1933 bis 1945, möglicherweise ganz Europas. Nach dem Krieg gingen die Eisenwerke zunächst in der verstaatlichten Firma VÖEST (Vereinigte Österreichische Eisen- und Stahlwerke), später (jeweils 1995) in den Firmen Voestalpine und Siemens VAI auf.

## Geschichte

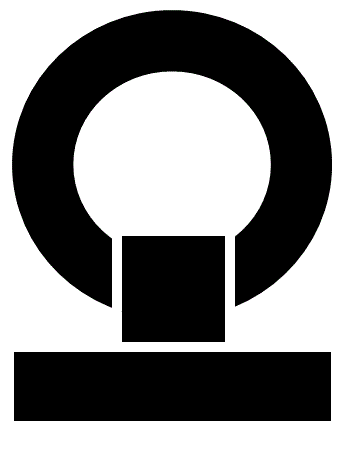
Unternehmenslogo der Reichswerke, bis in die 1980er-Jahre im Gebrauch der Salzgitter AG

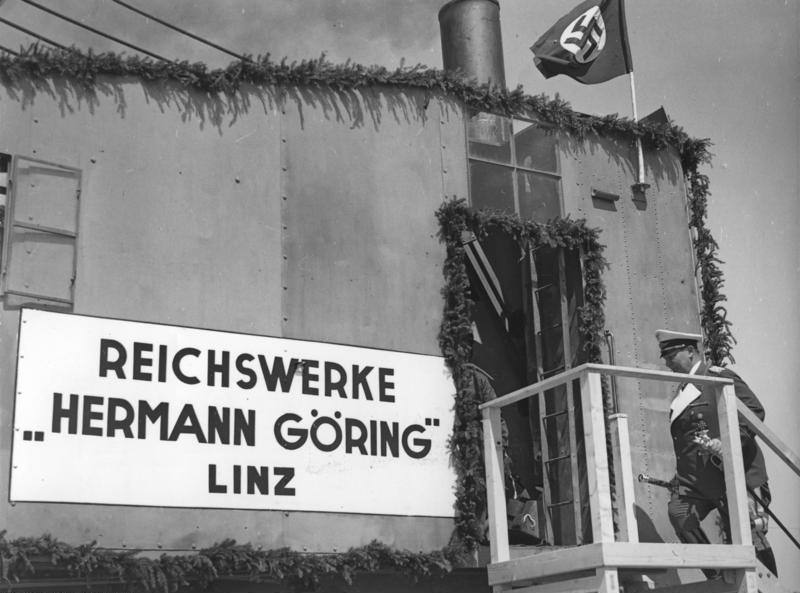
Hermann Göring betritt einen Dampfbagger bei den Feierlichkeiten zum ersten Spatenstich am 13. Mai 1938

### Kriegsvorbereitungsmaßnahmen
Ab Oktober 1936 betrieb Hermann Göring als Beauftragter für den zweiten Vierjahresplan die Aufrüstung Deutschlands und bereitete so den Krieg vor. Dem Vierjahresplan kam eine große bürokratische Bedeutung zu, weshalb sich ein politischer Apparat im Rang einer Obersten Reichsbehörde um ihn bildete. Vorgesehen war, dass sich das Deutsche Reich von Rohstoffimporten weitestgehend unabhängig machen sollte. Kurz zuvor erst hatte Göring seine Organisation erstmals der Öffentlichkeit vorgestellt. Er befehligte sie vom Preußischen Staatsministerium in Berlin aus. Durch den neuen politischen Zuschnitt wurden traditionelle Industrien der Region Linz, wie die der Konsumgüter- und Lebensmittelerzeugung, zugunsten der Investitionsgüterindustrie vernachlässigt. Handel und Dienstleistungsgewerbe erlahmten ebenfalls.

### Standort Linz
Der „Anschluss“ Österreichs im Jahr 1938 bedeutete Zugriffsmöglichkeiten auf das große Eisenerzvorkommen des Erzbergs in den Eisenerzer Alpen der Obersteiermark. Bis heute noch ist der Erzberg die größte Spateisensteinlagerstätte (Fe[CO3]) Europas. Die Eisengehaltsschwankungen liegen zwischen 22 % und 40 % (Grauwackenzone).
Neben den Eisenerzvorkommen sprachen weitere Gründe für die Gründung eines Stahlwerkes im Linzer Raum. Kohlegruben in Schlesien und Böhmen lagen infrastrukturell gut erreichbar. Kalk als Zuschlagstoff für die Stahlherstellung gab es in den oberösterreichischen Nördlichen Kalkalpen genug. Auch bot sich die Umgebung von Linz durch die verkehrsgünstige Lage an der Donau und der Westbahn an.

### „Eisenwerke Oberdonau“
Der erste Spatenstich wurde am 13. Mai 1938 gesetzt. Am 15. Oktober 1941 ging der erste Hochofen in Betrieb. 12 Hochöfen waren ursprünglich geplant. Ebenso war für die „Hermann Göring A.G.“ ein eigenes Stahlwerk geplant, das nicht gebaut wurde. Stattdessen wurden die „Eisenwerke Oberdonau“ errichtet, die das erschmolzene Roheisen direkt zu Panzerteilen verarbeiteten. Diese wurden im nahegelegenen Nibelungenwerk in St. Valentin montiert. Das Nibelungenwerk (auch: Ni-Werk) wurde ab dem 19. September 1939 unter dem anfänglichen Decknamen „OKH Spielwarenfabrik“ erbaut. Das Werk war das einzige in der deutschen Panzerproduktion, das über eine gut strukturierte Fließbandfertigung verfügte. Während also in St. Valentin die Endmontage vorgenommen wurde, produzierte jenseits des Donauhafenbeckens der „Hütte Linz“ (mit der angeschlossenen Kokerei und einem angeschlossenen Kraftwerk) das „Eisenwerk Oberdonau“ die Einzelteile.
Die Werke dieses Betriebs bestanden aus einem Stahlwerk, einer Vergüterei (zuständig für Zulieferung und Handel), einer Gießerei, einem Walzwerk und Gesenkschmieden. Dazu kamen ein großes Verwaltungsgebäude und zwei Hochbunker.
1941 wurden etwa 1400 Personen im Verbund der „Eisenwerke Oberdonau“, der „Stickstoffwerke Ostmark“ (I.G. Farben), des Aluminiumwerks Ranshofen (später Austria Metall) und der „Zellwolle Lenzing AG“ (heute Lenzing AG) beschäftigt. 1944 waren es bereits 14.100 Arbeiter.

### Einsatz von Zwangsarbeitern

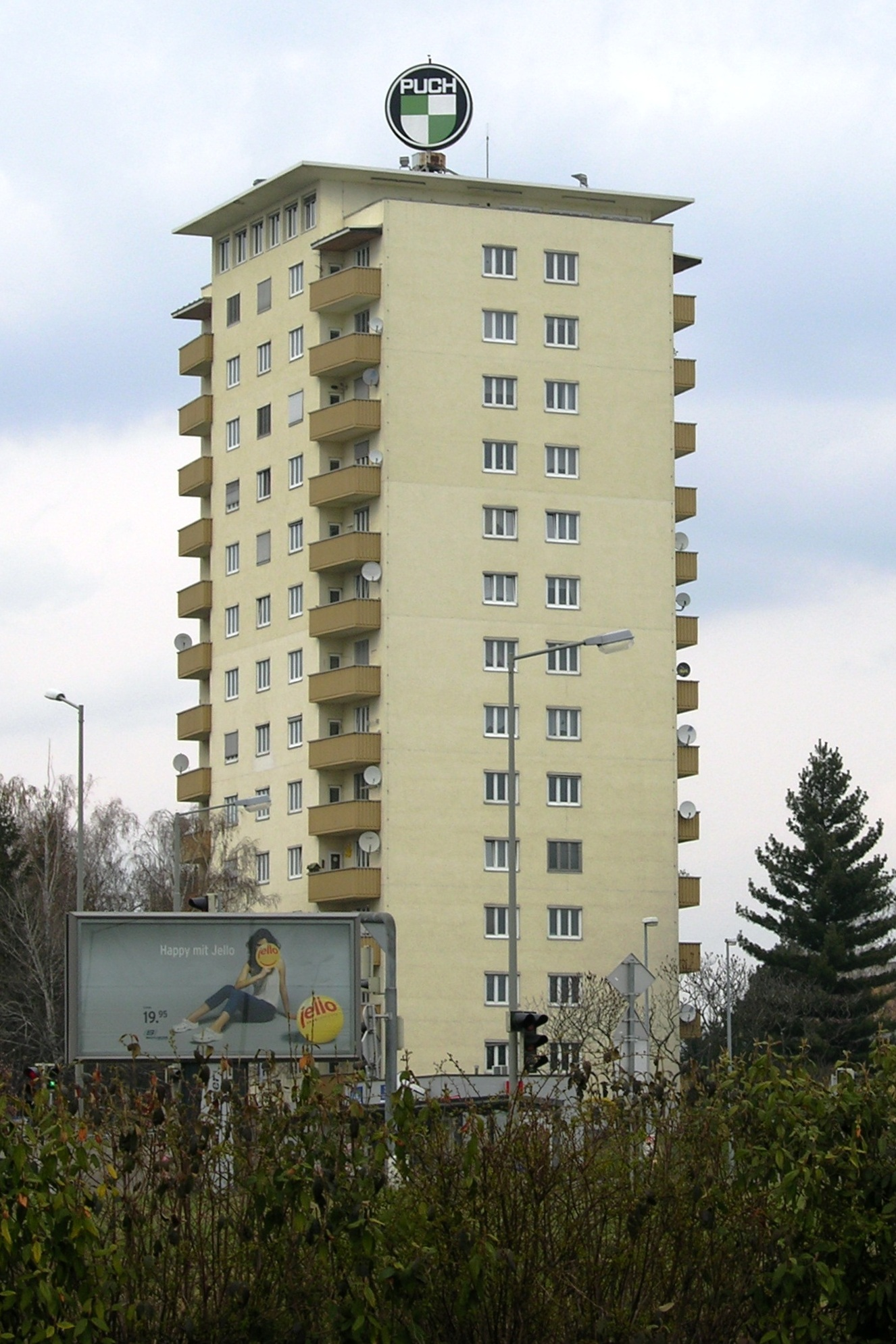
Puch-Hochhaus Graz-Thondorf

Während des Krieges kamen in der „Hütte Linz“ tausende Zwangsarbeiter zum Einsatz. Viele fanden, auch während der Bombenangriffe, den Tod. Ebensoviele KZ-Häftlinge kamen zum Einsatz. Für deren Unterbringung wurden die Konzentrationslager „Linz I“ und „Linz III“ errichtet. Im KZ Linz I waren etwa 600 Personen mit der Verarbeitung von Hochofenschlacke beschäftigt. Schwere Bombenangriffe im Juli 1944 führten dazu, dass die Häftlinge in das KZ Linz III verlegt wurden. Das KZ Linz III war mit etwa 5500 Häftlingen das größte Konzentrationslager in Linz. Beide Lager sind heute nicht mehr erhalten.
Der Wirtschaftsbericht von Oberdonau aus dem Jahr 1943 zeigte, dass in der Linzer Großindustrie über 42.000 Personen, mehr als die Hälfte aller Arbeiter, aus Polen und der Sowjetunion stammten. Die „Eisenwerke Oberdonau“ setzten ab 1944 die Produktion mit Tausenden von KZ-Insassen fort und waren die Produktionsstätte im Raum Linz, die nahezu ausschließlich mit Zwangsarbeitern produzierte. In den „Eisenwerken Oberdonau“ herrschten der höchste Arbeitsdruck, die längste Arbeitszeit und der höchste Ausländeranteil vor.

### Konzerninterne Aktivitäten

#### Das Panzer IV-Programm in Österreich
Die Kokerei der „Reichswerke Hermann Göring (RHG)“ erzeugte Hochofenkoks aus Ruhrkohle. Daraus und aus Eisenerz aus Erzberg wurde Rohstahl zur Erzeugung von Edelstahl, Rohteilen und Halbzeug gewonnen. Für diesen Produktionsschritt war Molybdän erforderlich, das vom BBU-Molybdän-Abbau herrührte. Nach dem „Anschluss Österreichs“ an das Deutsche Reich begann die Eingliederung der BBU in die deutsche Wirtschaft. Als Folge davon wird ein umfangreiches Investitionsprogramm, gestützt durch „verlorene Zuschüsse“, günstige Darlehen und Einbindung ins „Förderprämienverfahren“, durchgeführt. Die „Eisenwerke Oberdonau“ produzierten daraus Panzerwannen, Aufbauten, „Schnellschaltgetriebe SSG 77“ und die Kurbelwellen für den „Motor HL-120“. Hieran war die Steyr-Daimler-Puch AG aus Graz-Thondorf bis 1942 beteiligt. Das Schoeller-Bleckmann-Werk Ternitz lieferte Geschützrohr-Rohlinge an die Böhler Kapfenberg, Panzerproduktion zum Einbau und das Stahlwerk Traisen (vormals Fischer), Gleisketten Kgs 61/400/120 und Antriebsräder zur Endmontage im Nibelungenwerk in St. Valentin.

#### Das „Panther-Programm“ (Panzerkampfwagen V) in Österreich
Im Pantherprogramm produzierten die Eisenwerke Wanne, Aufbau, Turm und Laufradkurbel.

#### Der „Jagdtiger“-Bau in Österreich

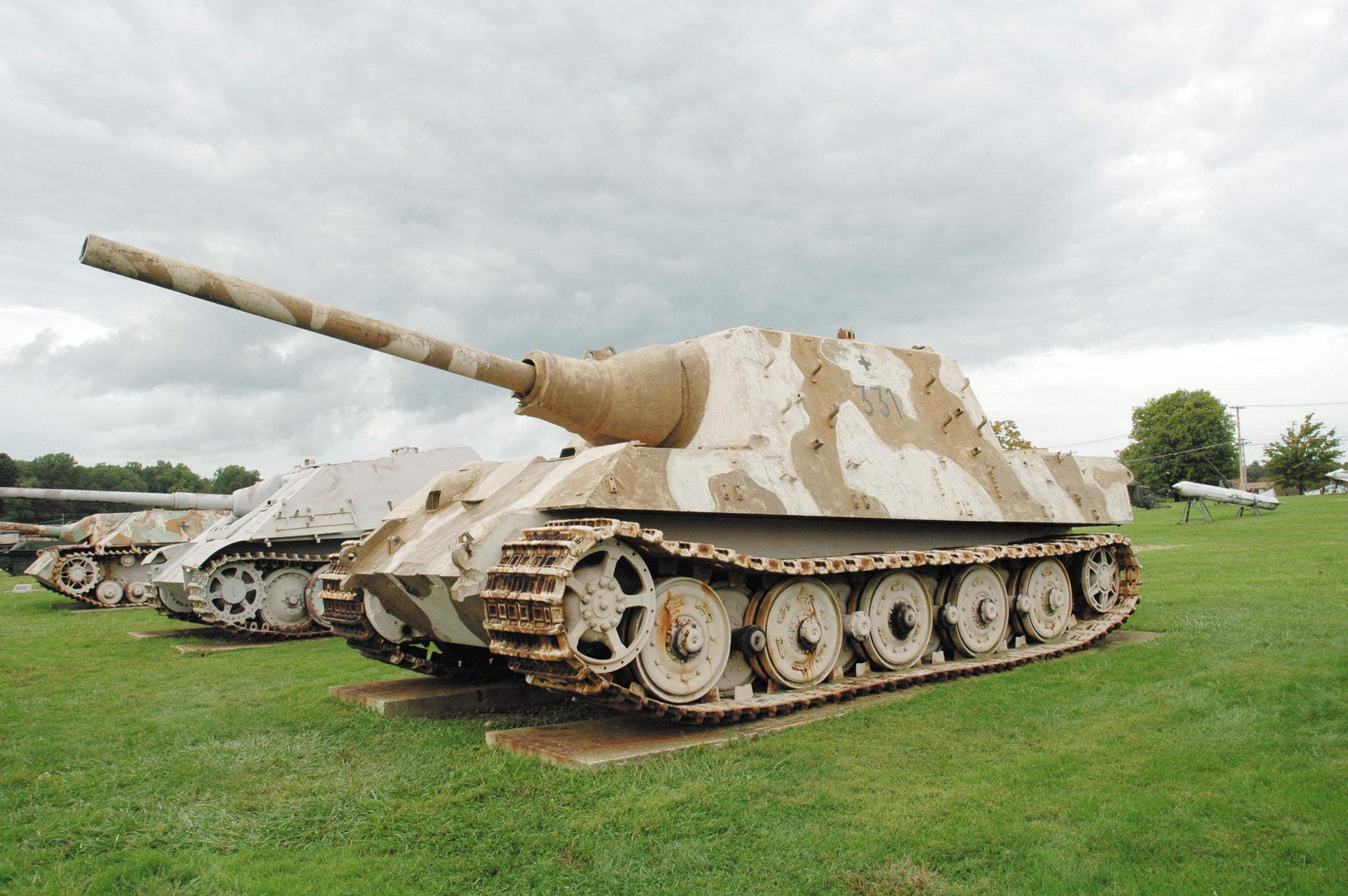
Der Jagdtiger

Die Produktionsabfolge war hier die gleiche wie in den vorgenannten Programmen. Die Deutschen Erd- und Steinwerke (DEST), welche dem Reichsführer SS Heinrich Himmler unterstand, war hier beteiligt. Eingeschossen wurde auf dem Truppenübungsplatz Döllersheim/Allentsteig.

#### Produzierte Teile
- Panzerkampfwagen III – Wanne, Aufbau
- Panzerkampfwagen IV – Wanne, Aufbau
- Panzerkampfwagen V „Panther“ – Wanne, Aufbau, Turm, Laufradkurbel
- Sturmpanzer IV (schweres Infanteriegeschütz) – Wanne
- Jagdpanzer IV/70 – Aufbau
- Panzerkampfwagen VI Tiger II „Königstiger“ – Antriebsräder
- Jagdpanzer VI „Jagdtiger“ – Wanne, Aufbau, Antriebsräder